# 우진옌
우진옌(중국어 간체자: 吴谨言, 정체자: 吳謹言, 병음: Wú Jǐnyán, 한자음: 오근언, 1990년 8월 16일~)은 중화인민공화국의 배우이다.

## 작품 목록

### 텔레비전 드라마
- 2012 《청해화아》- 우샤오위(吴晓雨) 역
- 2013 《신편집부고사》
- 2013 《봉화가인》- 칭핑(青萍), 훙위(红羽) 역
- 2014 《소년신탐적인걸》- 이천(李蒨) 역
- 2015 《소년사대명포》- 하소옥(何小玉) 역
- 2015 《격전》- 장쯔윈(江紫云) 역
- 2015 《다정강산》- 완아(婉儿) 역
- 2016 《수려강산지장가행》- 허인지(许胭脂) 역
- 2016 《미인여옥검여홍》- 매정(梅婷) 역
- 2016 《첨봉지열염청춘》- 베이바톈(北霸天) 역
- 2017 《수호려인》- 주치치(朱琦琦) 역
- 2017 《수위자-부출수면》- 미샤오란(米小冉) 역
- 2017 《천루전기지봉황무쌍》- 아미인(雅美人) 역
- 2018 《봉수황》- 풍정(冯亭) 역
- 2018 《연희공략》- 위영락(魏璎珞) 역
- 2018 《외탄종성》- 두신메이(杜心美) 역
- 2019 《호란전》- 이호란(李皓鑭), 조희(赵姬) 역
- 2019 《니시아적답안》- 바이샤오루(白小鹿) 역
- 2020 《행복환희래고문》- 핑옌(方言) 역
- 2020 《청춘창세기》- 첸시시(钱希西) 역
- 2021 《정청춘》- 장샤오위(章小魚) 역
- 2021 《아적감개여왕》- 샤첸(夏浅) 역
- 2022 《상식》- 요자금(姚子衿) 역
- 2022 《전가》- 이중위(易钟玉) 역
- 2023 《안녕 프로듀서》- 양완(杨绾) 역
- 2024 《풍화주사》- 야오리(姚粒) 역
- 2024 《묵우운간》- 설방비(薛芳菲) 역

### 영화
- 2011 《만유인력》- 황쥐안(黄娟) 역
- 2013 《병풍미인》- 풍청청(冯青青) 역
- 2015 《노포아》- 정훙(郑虹) 역
- 2018 《무문서동》- 린후이인(林徽音) 역
- 2018 《설주취주지불설재견》- 쉐치(雪琪) 역